# Veronica intercedens
Veronica intercedens är en grobladsväxtart som beskrevs av Joseph Friedrich Nicolaus Bornmüller. Veronica intercedens ingår i släktet veronikor, och familjen grobladsväxter. Inga underarter finns listade i Catalogue of Life.